# Hyperechia madagascariensis
Hyperechia madagascariensis là một loài ruồi trong họ Asilidae. Hyperechia madagascariensis được Enderlein miêu tả năm 1930.